# 능평도서관
능평도서관은 경기도 광주시 능평동에 위치한 시립도서관이다.

## 연혁
- 2016년 12월 28일 개관.

## 시설 현황
- 3층: 문화교실 1·2, 사무실, 도서정리실, 북카페, 시청각실
- 2층: 전자정보실, 종합자료실, 노트북실, 학생열람실, 성인열람실
- 1층: 유아방, 수유실, 어린이자료실

## 이용 안내
이용 시간
- 열람실: 매일 08:00~22:00 (휴관일은 09:00~18:00)
- 종합자료실: 평일 09:00~22:00 / 토, 일요일 09:00~18:00
- 어린이자료실/전자정보실: 매일 09:00~18:00
- 3층 북카페: 매일 08:00~22:00 (휴관일은 09:00~18:00)

휴관일
- 매주 월요일
- 정부 지정 법정 공휴일